# Channel 10 (Israël)
Channel 10 (Hebreeuws: ערוץ 10, Arutz Eser), voorheen bekend als Israel 10 (Hebreeuws: ישראל 10, Yisrael Eser) is een commerciële televisiezender in Israël.
Op 28 januari 2002 werd de televisiezender gelanceerd en het zendt nu 7 dagen per week uit.
Het programma van de zender bestaat uit dramaseries, entertainment, nieuwsprogramma's en lifestyle.

## Programma's
- חדשות 10 (Nieuws 10) - nieuwsprogramma
- Ahava ze Koev (Liefde doet pijn) - romantische dramaserie.
- Ahorei HaHadashot (Achter het nieuws) - kijkje bij het nieuws.
- Karov Levadai (Bijna zeker) - documentaire
- Meorav Yerushalmi (Mix van Jeruzalem) - drama
- Tonight with Lior Shlein - talk show

Naast deze programma's zendt 10 ook de Israëlische versies van de quizshows The Weakest Link, Who Wants to Be a Millionaire?, Deal or No Deal en Jeopardy! uit.
Ook maken ze hun eigen versie van de realityseries The Biggest Loser, Survivor, Beauty and the Geek and America's Next Top Model.
10 zendt ook een Japanse kookwedstrijd uit onder de naam Krav Sakinim ("Het gevecht met het mes").